# NGC 4755

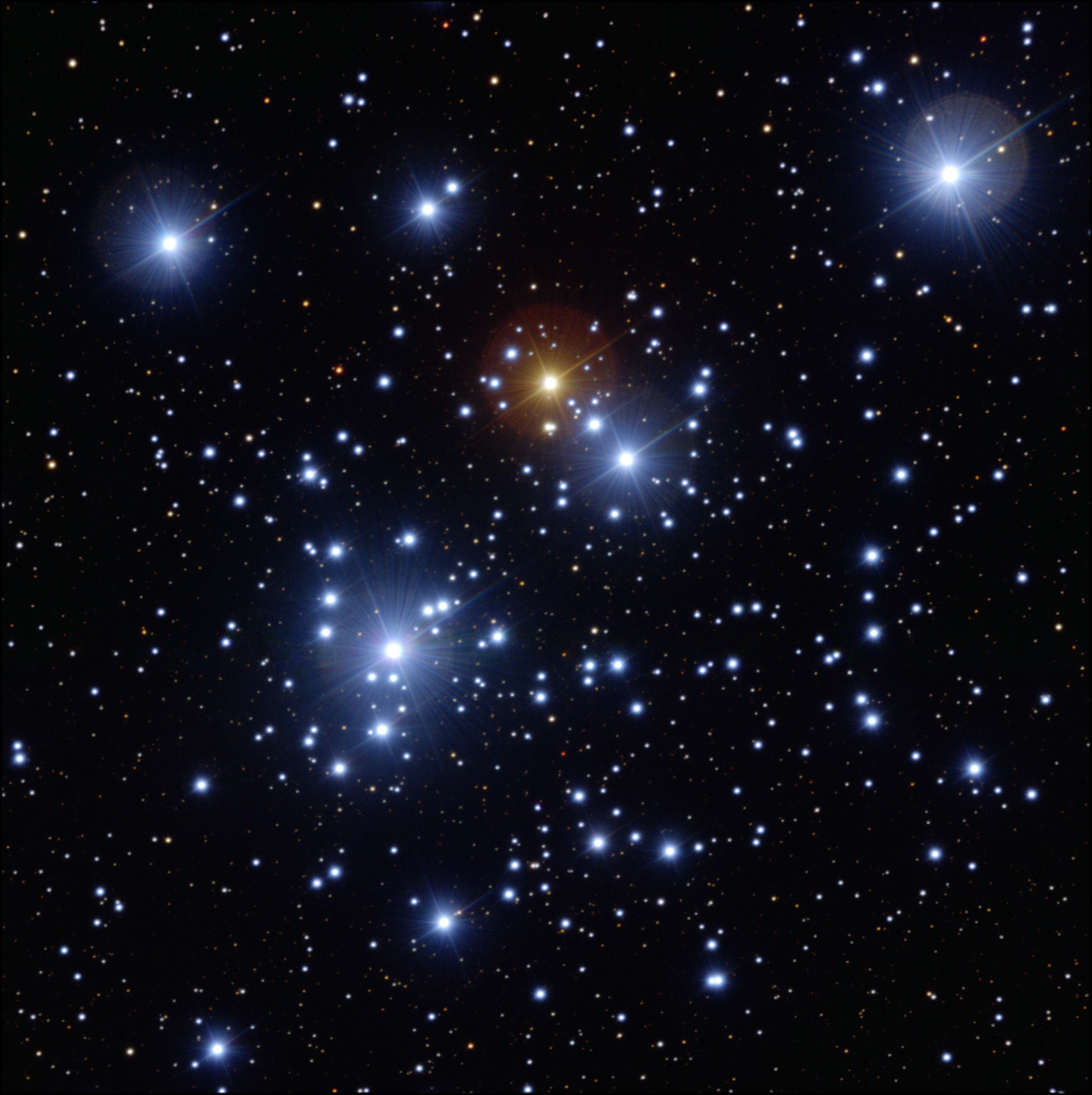
NGC 4755

NGC 4755, Caldwell 94 sau Cutia de bijuterii este un roi deschis din constelația Crucea Sudului. 